# Lin Chao-chun
Lin Chao-chun (* 31. Oktober 1972) ist eine ehemalige taiwanische Fußballspielerin.

## Karriere
Lin spielte im November 1991 für National Sport in ihrer taiwanischen Heimat. Die Angreiferin stand bei der Weltmeisterschaft 1991 im Kader der Nationalmannschaft, die das Viertelfinale erreichte, kam jedoch in den Spielen gegen Italien (0:5), Deutschland (0:3), Nigeria (2:0) und die Vereinigten Staaten (0:7) nicht zum Einsatz.